# Municipio Ezequiel Zamora (Barinas)
Ezequiel Zamora cuya capital es la ciudad de Santa Bárbara, ocupa el extremo suroeste del estado Barinas, Venezuela. Tiene una superficie de 4.042 km² y cuenta con una población de 62.000 habitantes según el censo 2011. Arrojando una densidad poblacional de 13,26 hab/km². Nelson García falleció y la cámara municipal eligió temporalmente a Charles Castillo. En el 2025 se hicieron unas elecciones donde el chavismo fue dividido con dos candidatos y la oposición con 3, dándole la victoria al candidato del PSUV, Derwin Sandoval. Alias " Niño Rata"

## Capital
La capital del municipio Ezequiel Zamora es la ciudad de Santa Bárbara, esta ciudad aloja la mayoría de la población del municipio, tiene un peso económico grande debido a la ganadería de sus alrededores. Santa Bárbara de Barinas contaba con una población de 62.000 habitante para el año 2018. Esta cifra pudo ver disminuido en los últimos años debido al alto flujo de migratorio que esta afectando al municipio Ezequiel Zamora y toda Venezuela.

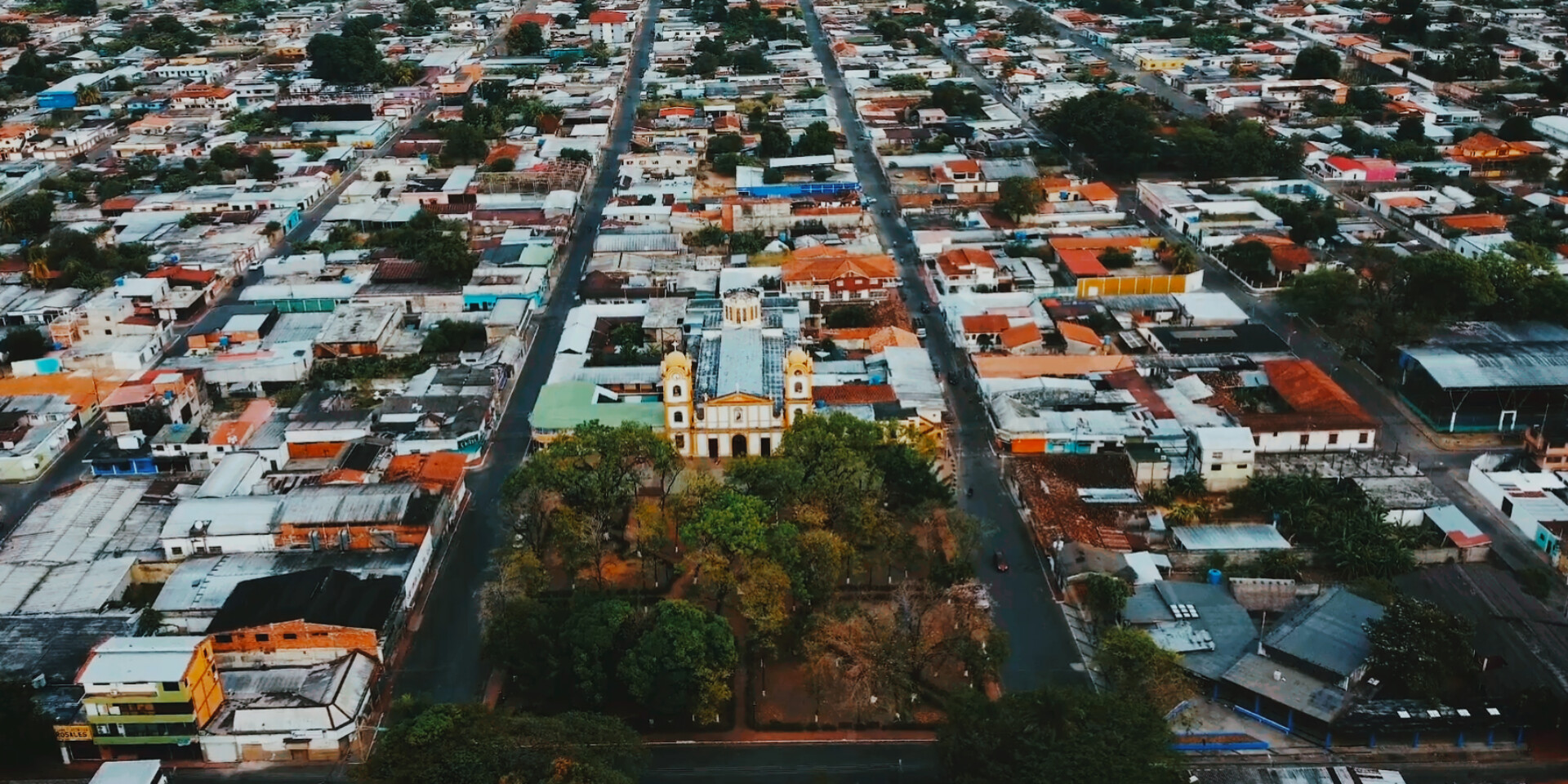
Santa Bárbara de Barinas

## Historia

### Toponimia
El municipio toma el nombre de Zamora, en honor a Ezequiel Zamora.

Himno

## Geografía

### Organización parroquial
La jurisdicción se encuentra dividida en 4 parroquias:
| Parroquia              | Superficie | Población   | Densidad       | Capital          |
| ---------------------- | ---------- | ----------- | -------------- | ---------------- |
| José Ignacio del Pumar | km²        | 3.343 hab.  | hab./km²       | Pedraza La Vieja |
| Pedro Briceño Méndez   | km²        | 5.658 hab.  | hab./km²       | Capitanejo       |
| Ramón Ignacio Méndez   | km²        | 4.209 hab.  | hab./km²       | Punta de Piedra  |
| Santa Bárbara          | km²        | 40.370 hab. | hab./km²       | Santa Bárbara    |
| Municipio Zamora       | 4.042 km²  | 53.580 hab. | 13,26 hab./km² |                  |

## Economía

### Sector Agrícola y Ganadero
El municipio Ezequiel Zamora, situado en el estado Barinas, Venezuela, es una región de gran relevancia en el ámbito agrícola y ganadero. Su economía se basa principalmente en estas dos actividades, que han sido fundamentales para el desarrollo y el sustento de la comunidad local.

### Contexto Geográfico y Demográfico
El municipio Ezequiel Zamora se encuentra en una región caracterizada por tierras fértiles y un clima tropical, condiciones que favorecen la actividad agrícola y ganadera. La población del municipio ha estado históricamente involucrada en estas actividades, lo que ha creado una economía local dependiente de la producción agropecuaria.

### Agricultura
La agricultura es una de las principales actividades económicas en el municipio Ezequiel Zamora. Los cultivos más importantes incluyen:
- Maíz: Es uno de los principales productos agrícolas del municipio. El maíz se utiliza tanto para el consumo humano como para la alimentación del ganado.
- Arroz: La producción de arroz es significativa, con grandes áreas dedicadas a este cultivo. El arroz es un alimento básico y un producto esencial para la economía local.
- Caña de Azúcar: La caña de azúcar es otro cultivo relevante, utilizado principalmente en la producción de azúcar y otros derivados.
- Sorgo y Frijoles: Además de los cultivos principales, el sorgo y los frijoles también se cultivan en el municipio, contribuyendo a la diversificación agrícola.

### Ganadería
La ganadería es igualmente crucial para la economía del municipio Ezequiel Zamora. Las amplias llanuras y pastizales son ideales para la cría de diversos tipos de ganado. Las principales actividades ganaderas incluyen:
- Ganado Bovino: La cría de ganado bovino es la principal actividad ganadera en el municipio. La región es conocida por su producción de carne y productos lácteos de alta calidad.
- Ganado Porcino y Aviar: Aunque en menor escala, la cría de cerdos y aves también es significativa. Estos sectores contribuyen a la economía local mediante la producción de carne y huevos.
La ganadería en Ezequiel Zamora abastece tanto el mercado local como otras regiones del país.

### Desafíos
A pesar de la importancia de los sectores agrícola y ganadero, existen desafíos que afectan su desarrollo pleno:
- Cambio Climático: Las variaciones en el clima pueden influir negativamente en la producción agrícola y la salud del ganado.
- Infraestructura: La mejora de las vías de transporte y los sistemas de riego es crucial para aumentar la eficiencia productiva.
- Acceso a Financiamiento: Los agricultores y ganaderos a menudo enfrentan dificultades para acceder a créditos y financiamiento necesarios para modernizar y expandir sus operaciones.

## Transporte

### Principales Vías de Transporte
El municipio Ezequiel Zamora cuenta con una red de vías de transporte que conectan las áreas urbanas y rurales. Las principales vías incluyen:
- Carretera Troncal 005: Esta es una de las vías más importantes del municipio, conectando a Ezequiel Zamora con otros municipios y estados. La Troncal 005 es esencial para el transporte de productos agrícolas y ganaderos hacia mercados más grandes, tanto dentro como fuera del estado Barinas.
- Carretera Local: Esta carretera conecta diversas comunidades dentro del municipio, proporcionando una ruta vital para el comercio local y el acceso a servicios esenciales como educación y salud.
- Vías Secundarias y Terciarias: Además de las principales carreteras, el municipio cuenta con una red de vías secundarias y terciarias que conectan áreas más remotas y rurales.

### Transporte Público y Privado
El transporte en el municipio Ezequiel Zamora incluye tanto opciones públicas como privadas:
- Transporte Público: El transporte público en el municipio se compone principalmente de autobuses y microbuses que operan en rutas fijas.
- Transporte Privado: Los vehículos privados, incluyendo taxis y mototaxis, son una opción común para el transporte dentro del municipio.

## Turismo
El ente encargado de este aspecto es la Fundación Zamorana de Turismo y por Rancho Criollo.

## Política y gobierno

### Alcaldes
| Período     | Alcalde             | Partido político / Alianza | % de votos | Notas |
| ----------- | ------------------- | -------------------------- | ---------- | --- |
| 1989 - 1992 | José Ramón Alvarado | COPEI                      | 46,34      | Primer alcalde bajo elecciones directas. |
| 1992 - 1995 | Juan Miguel Noguera | COPEI                      | 41,08      | Segundo alcalde bajo elecciones directas. |
| 1995 - 2000 | Sinforiano Pérez    | AD                         |            | Tercer alcalde bajo elecciones directas.(se realizaron elecciones generales adelantadas en el 2000 debido a la aprobación de la Constitución de 1999) |
| 2000 - 2004 | Emilio Levid Méndez | MVR                        | 42,70      | Cuarto alcalde bajo elecciones directas. |
| 2004 - 2008 | Emilio Levid Méndez | MVR                        | 38,45      | Reelecto |
| 2008 - 2013 | Francisco Hurtado   | VOTEMOS                    | 47,34      | Quinto alcalde bajo elecciones directas.(se postergan 1 año las elecciones municipales pautadas para finales del 2012)                                |
| 2013 - 2017 | Maigualida Santana  | PSUV                       | 50,80      | Sexta alcalde bajo elecciones directas. |
| 2017 - 2021 | Maigualida Santana  | PSUV                       | 58,38      | Reelecto |
| 2021 - 2025 | Nelson García Mora  | COMPA                      | 56,50      | Séptimo alcalde bajo elecciones directas. |

### Concejo municipal

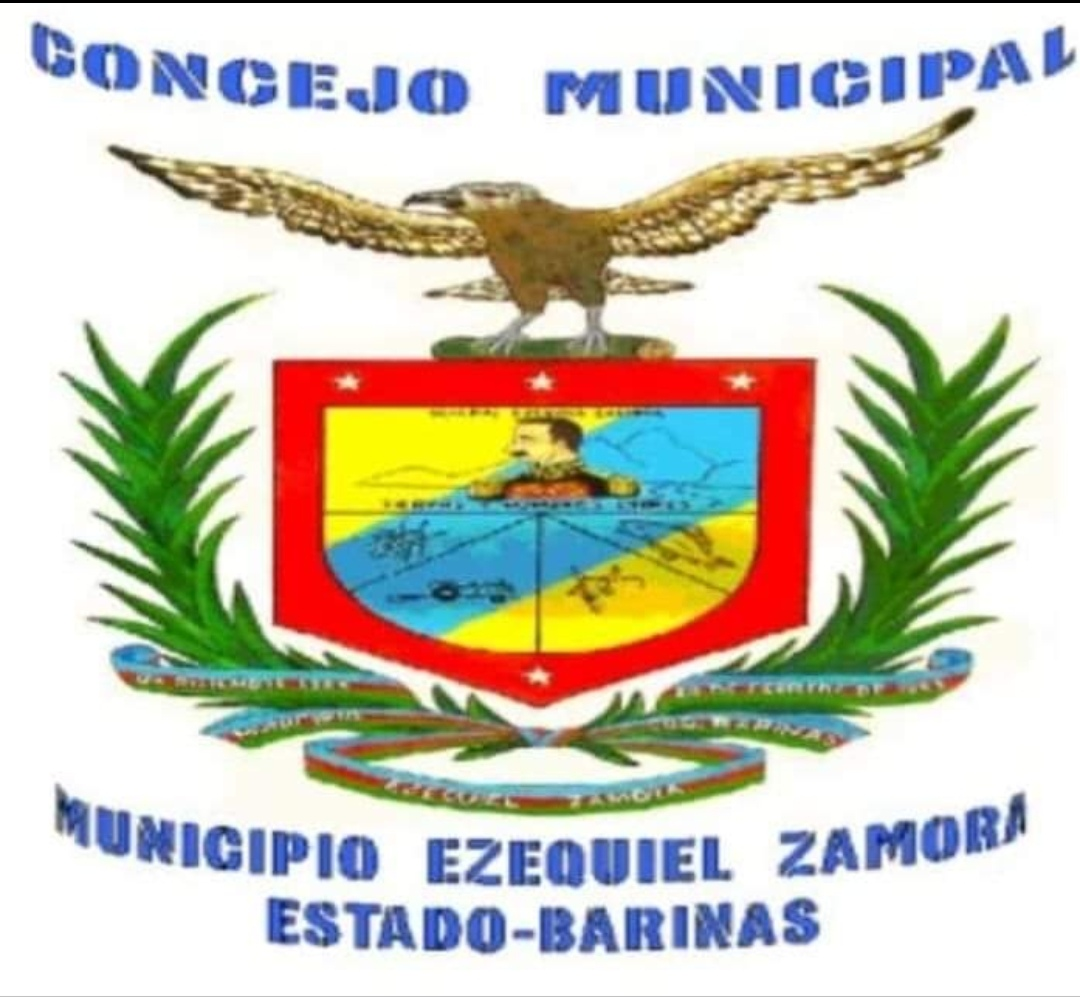
Logo del Concejo Municipal de Ezequiel Zamora.

Período 1989 - 1992
| Concejales:             | Partido político / Alianza |
| ----------------------- | -------------------------- |
| Luis Zambrano           | COPEI                      |
| Rafael Alvarado Bonilla | COPEI                      |
| Deciderio Uzcátegui     | COPEI                      |
| Ceferino Orozco Rosales | COPEI                      |
| Sinforiano Pérez        | AD                         |
| Francisco Mora          | AD                         |
| Berta Rojas de González | AD                         |

Período 1992 - 1995
| Concejales:          | Partido político / Alianza |
| -------------------- | -------------------------- |
| Angel Bolaños        | COPEI                      |
| Benedicto Roa Torres | COPEI                      |
| Juan Pernía          | COPEI                      |
| Luis Echenique       | COPEI                      |
| Ramón Rujano         | AD                         |
| Wilmer Díaz          | AD                         |
| Eduardo Morán        | AD                         |

Período 1995 - 2000
| Concejales:          | Partido político / Alianza |
| -------------------- | -------------------------- |
| Alba Mora García     | AD                         |
| Eduardo Morán        | AD                         |
| Mauro Ángulo         | AD                         |
| Rodrigo Carrillo     | AD                         |
| Freddy Rojas         | COPEI                      |
| Benedicto Roa Torres | COPEI                      |
| Luis Echenique       | COPEI                      |

Período 2013 - 2018
| Concejales             | Partido político / Alianza |
| ---------------------- | -------------------------- |
| Santiago Holguín       | PSUV                       |
| Pedro Mafilito         | PSUV                       |
| José Gamboa            | PSUV                       |
| Gladys Uzcátegui       | PSUV                       |
| Jeiddi Méndez          | PSUV                       |
| Cástulo Molina         | PSUV                       |
| Luis Antonio Rodríguez | MUD                        |

Período 2018 - 2021
| Concejales        | Partido político / Alianza |
| ----------------- | -------------------------- |
| Pedro Mafilito    | PSUV                       |
| Marley Villamizar | PSUV                       |
| Vanesa Guarin     | PSUV                       |
| Danny Montés      | PSUV                       |
| Gilberto Varillas | PSUV                       |
| Dimas Hernández   | PSUV                       |
| Cástulo Molina    | PSUV                       |
| Alixandra Patiño  | PSUV                       |

Período 2021 - 2025
| Concejales:        | Partido político / Alianza |
| ------------------ | -------------------------- |
| Charles Castillo   | COMPA                      |
| Luis Machado       | COMPA                      |
| Iris Mora          | COMPA                      |
| Lulibeth Mora      | COMPA                      |
| Claudelia Escalona | COMPA                      |
| Marley Villamizar  | PSUV                       |
| Blanca González    | AD                         |